# Jérémie Kisling
Jérémie Kisling nascido como Jérémie Tschanz, Lausana, 27 de fevereiro de 1976) é um cantor e compositor suíço francófono.
Explorou várias formas de expressão antes da canção. As suas canções descrevem um universo melancólico, frágil e travesso.

## Discografia
- Monsieur Obsolète, 2003;
- Le Ours, 2005;
- Antimatière, 2009;
- Tout m'échappe, 2013, e;
- Malhabiles, 2016.